# 박태홍
박태홍(朴台洪, 1991년 3월 25일 ~ )은 대한민국의 축구 선수이며 포지션은 센터백이다. 현 K3리그의 창원시청 축구단에서 활약하고 있다.

## 클럽 경력
연세대학교에 재학 중이던 2011년 요코하마 FC에 입단하였다. 첫 시즌 리그 25경기에 출전하며 많은 출전 기회를 잡았지만 2012 시즌 중 입은 전방 십자인대 파열로 오랜 기간 재활에 매진하였다. 2013년 회복 후 요코하마 FC의 위성 구단인 요코하마 FC 홍콩로 임대 이적하였다.
2014년 카탈레 도야마로 이적하여 1시즌 간 활약한 후 계약 만료로 팀을 떠났고, 다시 요코하마 FC로 복귀하여 주전 수비수로 활약하였다.
2016년 대구 FC로 이적하였으며, 이적하자마자 팀의 주장 완장을 달았다. 박태홍은 2016 시즌 40경기 중 38경기에 출전하며, 팀의 K리그 클래식 승격에 공헌하였다. 2017 시즌에도 주장으로 선임되어 시즌을 시작하였으나, 7월 아킬레스건이 끊어지는 부상을 당하며 시즌아웃을 당했다. 부상 이전까지 박태홍은 10경기에 출전하였으며, 시즌 종료 이후 팀은 잔류에 성공했다.
2018시즌을 앞두고 박병현과 임대 트레이드되면서 1년간 부산 아이파크로 임대 이적했다.
2019시즌을 앞두고 경남 FC로 이적했다.
2021시즌을 앞두고 부천 FC 1995로 이적했다.